# Torben William Wulff
Torben William Wulff (27. december 1925 i København – 8. maj 1947 i København) var en dansk stikker under anden Verdenskrig. Han var blandt de 46, der blev idømt dødsstraf og henrettet under retsopgøret.
Torben William Wulffs forældre blev skilt, da han var tre år gammel, og med skilsmissen forsvandt faren ud af hans liv. Moren flyttede hjem til bedsteforældrene og fik kort efter tuberkulose og blev indlagt på sanatorium. Hun kom sig aldrig og døde, kort efter Torben fyldte syv år.
Efter en mislykket plads som kontorelev blev han i slutningen af november 1942 ansat som elev på Roskilde Dagblad og fandt sit ønskejob i journalistikken. På avisen arbejdede en anden elev Jørgen Arboe-Rasmussen, som han blev nabo til og ven med.
Mod slutningen af 1943 var de to gode venner med til at starte en illegal bladgruppe. Første nummer af det illegale blad Roskilde-Kureren udkom 1. april 1944, og bladet blev en pæn succes i Roskilde-området. Torben William Wulff var dog ikke tilfreds endnu. Han drømte om at lave et illegalt morgenblad.
Torben Willian Wulff brugte meget tid på at udforme idegrundlaget til et illegalt morgenblad. Hans største problem var manglen af penge. Vennen Arboe-Rasmussen fortalte ham i spøg, at han hurtigt kan tjene penge ved at angive nogen til tyskerne. I januar 1945 var det netop, hvad Torben William Wulff gjorde:
Det tyske politi anholdt den 27. januar 1945 tre af kammeraterne fra det illegale blad. Fem andre nåede at flygte og gå under jorden sammen med Torben William Wulff.
Torben William Wulff og Jørgen Arboe-Rasmussen tog til København, hvor Torben i al hemmelighed fik sin belønning for sit angiveri. På politigården i København modtog han kr. 100,- 
Mandag den 5. februar 1945 skulle Torben William Wulff mødes med Arboe-Rasmussen og en anden kammerat på Café Brønnum ved Kongens Nytorv i København. Torben havde på forhånd gjort det tyske politi bekendt med mødet, og det var klar til aktion, da vennerne mødes. Arboe-Rasmussen blev hårdt såret af skud fra en maskinpistol affyret af Hipomanden William Carl Møller Rasmussen, mens kammeraten nåede at slippe væk i forvirringen. Arboe-Rasmussen forblødte efter nogle timer på lazarettet på Nyelandsvej uden at have modtaget lægebehandling.
Torben William Wulff blev samme nat anholdt af hipofolk på sin bopæl. Her blev han truet og slået, inden han kørtes til yderligere afhøring på politigården, hvor det blev afsløret, at Torben var stikker, og Hipo-folkenes voldsomme opførsel undskyldtes. Det var bedst for Torben William Wulffs sikkerhed, at han forblev arresteret. Derfor kørtes han først til Vestre Fængsel og efter 14 dage til Frøslevlejren.
Den 12. april 1945 blev Torben William Wulff voldsomt syg af skarlagensfeber og var tæt på at dø. Resten af krigen tilbragte han på hospitalet, hvorfra han blev løsladt den 5. maj 1945.
Den 12. maj 1945 blev Torben William Wulff til stor forundring for sin omgangskreds anholdt på sin svigerfars bopæl i Hvidovre.
Den 4. juli 1945 idømmtes han dødsstraf ved Københavns Byret. Den 3. marts 1946 ændredes straffen af Østre Landsret til fængsel på livstid, men Højesteret omgjorde ændringen den 27. marts 1947 og idømte ham dødsstraf.
Den 8. maj 1947 kl. 01:00 blev Torben William Wulff henrettet i Henrettelsesskuret i København. Hipomanden William Carl Møller Rasmussen, der skød Arboe-Rasmussen, blev ligeledes dødsdømt og henrettedes den 22. januar 1948.